# 1-я Терская казачья дивизия (ВСЮР)
1-я Терская казачья дивизия — кавалерийское соединение в составе Добровольческой армии и ВСЮР.

## Первое формирование
Сформирована 17 (30) января 1919 на базе Сводной Терско-Кубанской казачьей бригады как Терская казачья конная дивизия в составе 1-го Терского и переданных из 1-я Кавказской казачьей дивизии 1-го и 2-го Волгских конных полков.
23 февраля (8 марта) 1919 в состав дивизии вошёл 3-й Волгский полк.
С февраля в составе частей Кавказской Добровольческой армии действовала на Луганском направлении и в Донбассе. В марте апреле в составе группы Шкуро участвовала в рейде по тылам 13-й армии и махновцев.
1 (14) мая 1919 в состав дивизии включён Стрелковый полк, сформированный генералом С. М. Топорковым во время донбасского рейда из числа пленных красноармейцев, как стрелковый батальон при дивизии (500 чел.)
15 (28) мая 1919 включена в состав 3-го конного корпуса Добровольческой армии, затем передана в распоряжение генерала В. З. Май-Маевского.
1 (14) июня в состав дивизии входили:
- 1-й, 2-й и 3-й Волгские конные полки
- 1-й Терский Терского казачьего войска полк
- Стрелковый полк 1-й Терской казачьей дивизии
- конно-горная батарея
- артиллерийский дивизионный парк

Начальник:
- Генерал-майор С. М. Топорков — 17 (30) января — 5 (18) июля 1919

Начальник штаба:
- Капитан И. Ф. Петров — 28 апреля (11 мая) — 5 (18) июля 1919

## Второе формирование
5 (18) июля в ходе общего переформирования частей Терского казачьего войска все 4 Терские казачьи дивизии, из которых были отпущены по домам казаки присяги 1898 года и старше, были сведены в бригады двухполкового состава по 6 сотен в полку, с казаками младших присяг в первых, а старших — во вторых полках бригад. Из бывших 1-й и 2-й Терских казачьих дивизий была сформирована новая 1-я Терская казачья дивизия, в состав которой входили:
1-я бригада:
- 1-й и 2-й Волгские казачьи полки

2-я бригада:
- 1-й и 2-й Горско-Моздокские казачьи полки
- 1-й Терский казачий конно-артиллерийский дивизион (с 29 июля (12 августа) 1919)

22 января (4 февраля) 1920 дивизия, входившая в Сводный конный корпус генерала В. К. Агоева, включала:
- 1-й и 2-й Волгские казачьи полки
- 1-й и 2-й Горско-Моздокские Терского казачьего войска полки
- 1-й Кизляро-Гребенский Терского казачьего войска полк
- 2-й Сунженско-Владикавказский Терского казачьего войска полк
- 1-й Терский казачий конно-артиллерийский дивизион (1-я, 2-я, 3-я и 7-я Терские казачьи конно-горные батареи)

Расформирована приказом от 6 (19) мая 1920.
Начальники:
- Генерал-майор С. М. Топорков — 5 (18) июля — 22 июля (4 августа) 1919
- Генерал-майор В. К. Агоев с 22 июля (4 августа) 1919
- Генерал-майор И. Н. Колесников до 3 (16) декабря 1919

Начальник штаба:
- Капитан И. Ф. Петров с 5 (18) июля 1919